# Gimel, Vaud
Gimel är en ort och kommun i distriktet Morges i kantonen Vaud, Schweiz. Kommunen har 2 470 invånare (2023).